# Museo della centuriazione (Cesena)
Il Museo della centuriazione, per esteso Museo della centuriazione e della trasformazione del territorio, è un museo dedicato alla Centuriazione romana sito a San Giorgio di Cesena.

## Storia e descrizione
La centuriazione romana è un'originale organizzazione del territorio che risponde a funzioni produttive, ma anche a una visione della vita e del cosmo di respiro religioso. L'agro centuriato cesenate è il frutto di un'enorme trasformazione delle primitive aree boscose e paludose, dov'erano presenti piccoli insediamenti rurali legati ad un’economia di sussistenza. Secondo l’ipotesi tuttora prevalente, la centuriazione cesenate attraversava tutta la pianura che va da Rimini (conquistata dai Romani nel 268 a.C.) a Cesena ed a Forlimpopoli, fino al confine dell'antico alveo del fiume Ronco. Nel cesenate, tra la città e il mare, è stata conservata fino a oggi pur nelle mutate condizioni tecniche e umane. 
Per valorizzare questa particolarità territoriale e organizzare percorsi di visita tra il fiume Savio, il fiume Pisciatello-Rubicone ed il mare tra Cervia e Cesenatico è nata l'Associazione «Terre Centuriate Cesenati». È stata quindi allestita una mostra permanente con sede provvisoria in una sala del quartiere Cervese Nord a San Giorgio, nell'edificio della biblioteca. 
Il percorso di visita al territorio centuriato si snoda tra paesini, pievi e coltivazioni. Una serie di cartelli esplicativi permette di conoscere meglio la storia della centuriazione cesenate e dei luoghi attraversati. L'inizio del percorso è disposto di fianco alla stazione ferroviaria di Cesena.

### Il progetto
Al fine di non disperdere un patrimonio storico così importante, ma allo stesso tempo altrettanto poco visibile (la centuriazione è documentata dalla divisione ortogonale dei campi orditi da fossati e strade che può essere meglio apprezzata dall'alto) il progetto definitivo prevede di destinare una centuria a museo all'aperto, con una casa colonica a Bagnile che dovrebbe ospitare strumenti di lavoro e oggetti di uso antichi e moderni e soprattutto con un'area agricola trattata con metodi e colture di epoche storiche passate.